# 東北大博覧会
東北大博覧会（とうほくだいはくらんかい）は、宮城県仙台市で開催された博覧会。河北新報社の創立70周年を記念して開催された。

## 概要
- テーマ - あすをつくる科学と産業
- 会場 - 仙台市原町苦竹 米軍苦竹キャンプ跡地（8万平米）
- 開催期間 - 1967年4月14日 - 6月12日
- 入場者 - 1,268,063人
- 役員
  - 名誉総裁：三笠宮崇仁親王
  - 名誉副総裁：高橋進太郎（宮城県知事）、島野武（仙台市長）、宮脇参三（仙台商工会議所会頭）、菅野千代夫（東北放送社長）
  - 名誉顧問：総理大臣、各国務大臣
  - 顧問：青森・岩手・秋田・山形・福島各県知事、東北選出国会議員、国鉄総裁、電電公社総裁、専売公社総裁、東北開発公社総裁、東北電力社長
  - 会長：一力次郎（河北新報社会長）
  - 副会長：日野勝次郎（河北新報社代表取締役）
  - 本部長：一力一夫（河北新報社副社長）
  - 副本部長：守屋祐光（河北新報社製作総務）

## パビリオン・施設
パビリオン
1. あすの東北館 - 30年後の東北のパノラマ模型や八戸・仙台・秋田・常磐郡山の東北4箇所の新産業都市模型などを展示。
2. 郷土の歴史館 - 陸奥国分寺・多賀城国府復元模型、戊辰の役12景ジオラマ、明治以来100年の東北10大事件ジオラマなどを展示。
3. 旅と観光館 - 全国観光地図と国立公園のカラーコルトン、河北新報特派員による観光写真、世界の花嫁と民族衣装の人形、東北の姉妹都市資料写真を展示。
4. 交通科学館 - リニアモーターカー模型、連動装置模型、航空機・船舶模型、国産第一号自動車を展示、付属施設としてD51蒸気機関車の5分の1模型も展開。
5. 婦人と生活館 - 2千万円の夢の寝室、テレビ電話、握手ロボットなどを展示。
6. 農林水産館 - 礫耕栽培実演、古い農機具と農業の現在過去未来ジオラマ、漁場と漁法のパノラマ模型、八郎潟干拓のパノラマ模型を展示、付属施設として農業機械展示場も展開。
7. 電気科学館 - 未来の電気供給パノラマ、水力・火力・原子力の発電所模型、テレビドラマ「旅路」セット、未来の電話・通信パノラマを展示。
8. 宇宙科学館 - ジェミニ5号カプセル、マーキュリー・ジェミニ・アポロの4分の1カプセル模型、ラムダ2形1号機ロケット、LS-B・LS-Aロケット、MT-135ロケット、スプートニク2号・3号模型、内之浦ロケットセンターのパノラマ模型、アポロ計画のパネルを展示。付属施設として宇宙探検船を展示。
9. たばこ館 -　博覧会記念ハイライトの製造実演販売、たばこと喫煙具の歴史を展示。
10. 防衛科学館 -　近代陸上戦闘パノラマ、海上自衛隊艦艇模型、航空自衛隊航空機模型、リンクトレーナーを展示。
11. 近代工業館 - 白竜号と海底油田模型、電子計算機、太陽電池、テレビ電話、宇宙船操縦シミュレーター、タイヤ怪獣、ロータリーエンジン模型とコスモスポーツ、新聞製作用機械の展示、映画「河北新報のできるまで」上映を展開。
12. 国内物産館 - 日本国内の民芸品や物産を展示。
13. 海外物産館 - 世界各国の民芸品や物産を展示。
14. こども館 - タイヤ怪獣、動くおもちゃの原理紹介、プラモデルのすべて、おとぎの城、月面模型と宇宙おもちゃ、遊び場ステージと乗り物おもちゃ、音の出る階段、お菓子の芸術とお菓子の木を展示。附属施設として電気ロボットカーを展開。
15. 魔法の家 - 骸骨の踊り、骸骨と美女の早変わり、お化けの森、水を吹き上げる河童などを展開。
16. カラーテレビスタジオ - カラーテレビの展示と調整室、屋内ステージを展開。
17. プラネタリウム - 仙台の空から南極の空まで星空を投影。
18. 住宅館 -　近未来的な住宅の各種材料部品を展示。

施設
- こどもの広場 - ジェットコースター、飛行塔、回転自動車、ティーカップ、回転ロケット、観覧車、プレイコーナー、ガンコーナーを備えた遊園地。ジェットコースターは閉幕後富谷町の河北ファミリーランドに移設。
- シャロレー牧場 - フランス産のシャロレー種肉牛と一代交配種を飼育。
- 陸軍戦闘機飛燕
- 花の日時計
- TBC屋外ステージ - 午前・午後で演芸実演を展開。
- 実物大ミューロケット塔
- モデル庭園
- モデル住宅
- 大住宅
- サービスセンター - 総合案内、医務室、旅行案内、郵便局、警察、警備本部、消防を設置。
- 無料休憩所

## 沿革
- 1966年
  - 4月 - 博覧会事務局発足
  - 年末 - 予算計画と会場施工会社を決定。
- 1967年
  - 1月14日 - 起工式開催
  - 4月14日 - 開会式開催。三笠宮崇仁親王・崇仁親王妃百合子らが出席
  - 5月7日 - 三笠宮夫妻とともに高円宮憲仁親王が来場。
  - 6月4日 - 会期中最大の1日76,949名が入場、入場者100万人突破。
  - 6月11日 - 閉会式。